# Christuskirche (Magonza)
La Christuskirche (Chiesa di Cristo) di Magonza è una chiesa evangelica, costruita dal 1896 al 1903 su progetto di Eduard Kreyßig. Già nel 1894, il consiglio della chiesa indisse un concorso di pianificazione urbana dal quale vennero scelti tre progetti sui cinque presentati. Oltre al primo progetto di Kreyßig, anche quelli di Skjøld Neckelmann e Johannes Otzen ricevettero un riconoscimento. Le indagini e i calcoli statici, difficili a causa della vicinanza del Reno, furono eseguiti da Theodor Landsberg, dell'Università tecnica di Darmstadt. Il 2 luglio 1903 la chiesa venne consacrata. Dopo le incursioni aeree su Magonza del 1º febbraio del 1945, che la danneggiarono seriamente, fu ricostruita tra il 1952 e il 1954, e il 31 ottobre dello stesso anno venne nuovamente consacrata. Per il servizio di consacrazione della chiesa la parte musicale fu organizzata dai Laubacher Kantorei.

## Storia
Alla scomparsa dell'Elettorato di Magonza, nel 1802, c'erano solo poche centinaia di protestanti a Magonza. Le leggi napoleoniche, però, garantivano alle rispettive minoranze confessionali pieni diritti civili e il diritto di praticare liberamente la loro religione. Prima di allora, erano solo "tollerati" in città, uno status che condividevano con gli ebrei. Nel 1900, oltre un terzo della popolazione di Magonza era protestante. 
Dopo che chiesa precedente divenne troppo piccola, a seguito dell'espansione della città interna verso la cosiddetta Neustadt nell'ultimo terzo del XIX secolo, i protestanti di Magonza ebbero l'opportunità di mostrare la loro fiducia in se stessi con l'edificazione di una nuova chiesa. Venne costruita la Kaiserstrasse, un grande viale a doppia carreggiata, al centro del quale è chiaramente visibile la chiesa progettata dall'architetto cittadino Eduard Kreyßig. Intesa come contraltare rappresentativo della cattedrale cattolica, il Duomo di Magonza, l'imponente cupola, alta 80 metri, svetta tra gli edifici vicini. L'edificio ricorda lo stile rinascimentale italiano. 
Oltre che per le funzioni religiose, la Christuskirche è anche nota, tra gli amanti della musica a Magonza, e viene regolarmente utilizzata dal Coro Bach e dall'Orchestra Bach di Magonza fondati da Diethard Hellmann in questa chiesa dal 1954. Tradizionalmente, i servizi universitari dell'Università Johannes Gutenberg di Magonza si svolgono all'inizio del semestre. 
L'organo fu costruito da Förster e Nicolaus Orgelbau nel 1962. Ha 44 registri con tre manuali e pedaliera. 

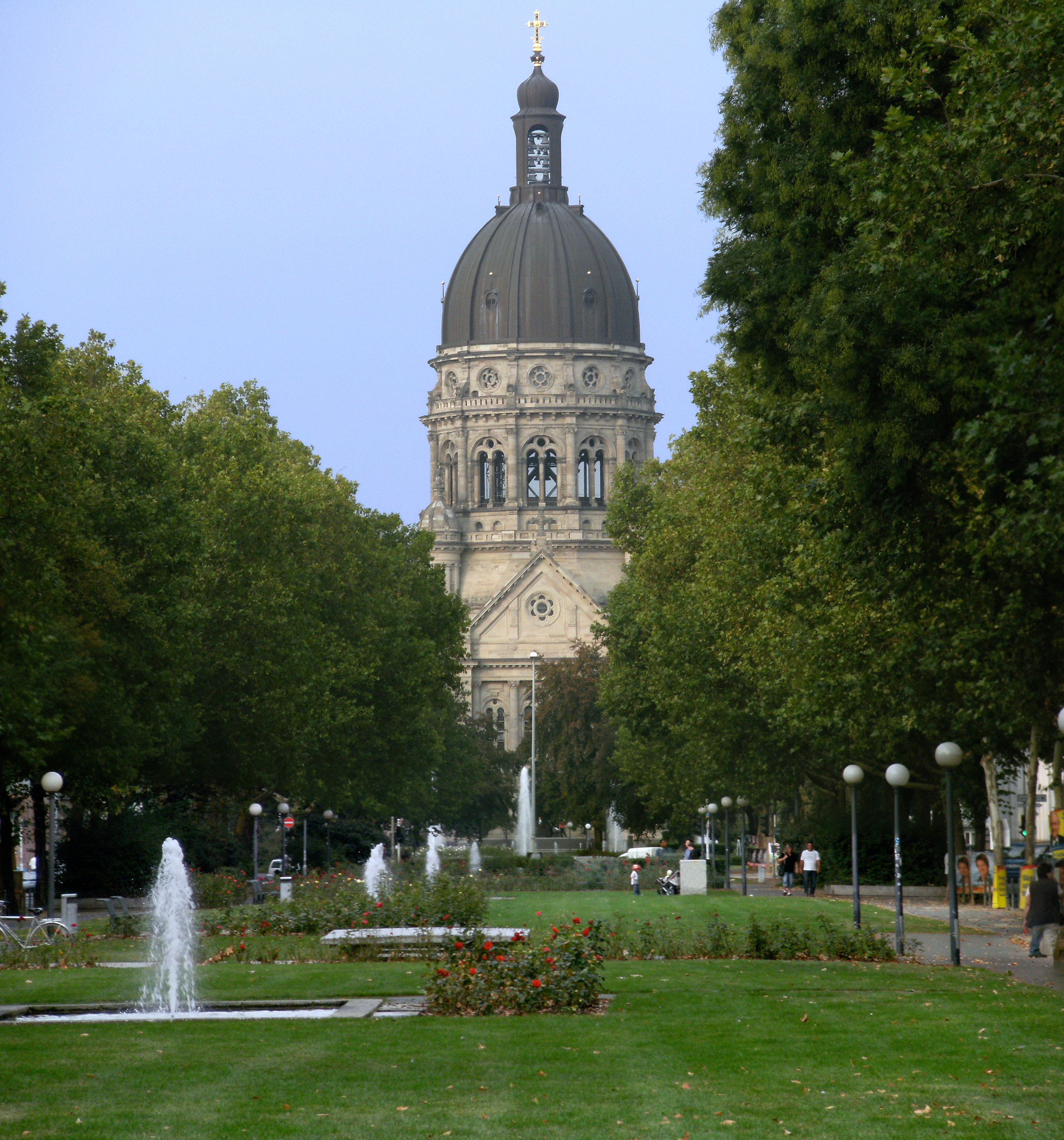
Kaiserstrasse con vista sulla Christuskirche
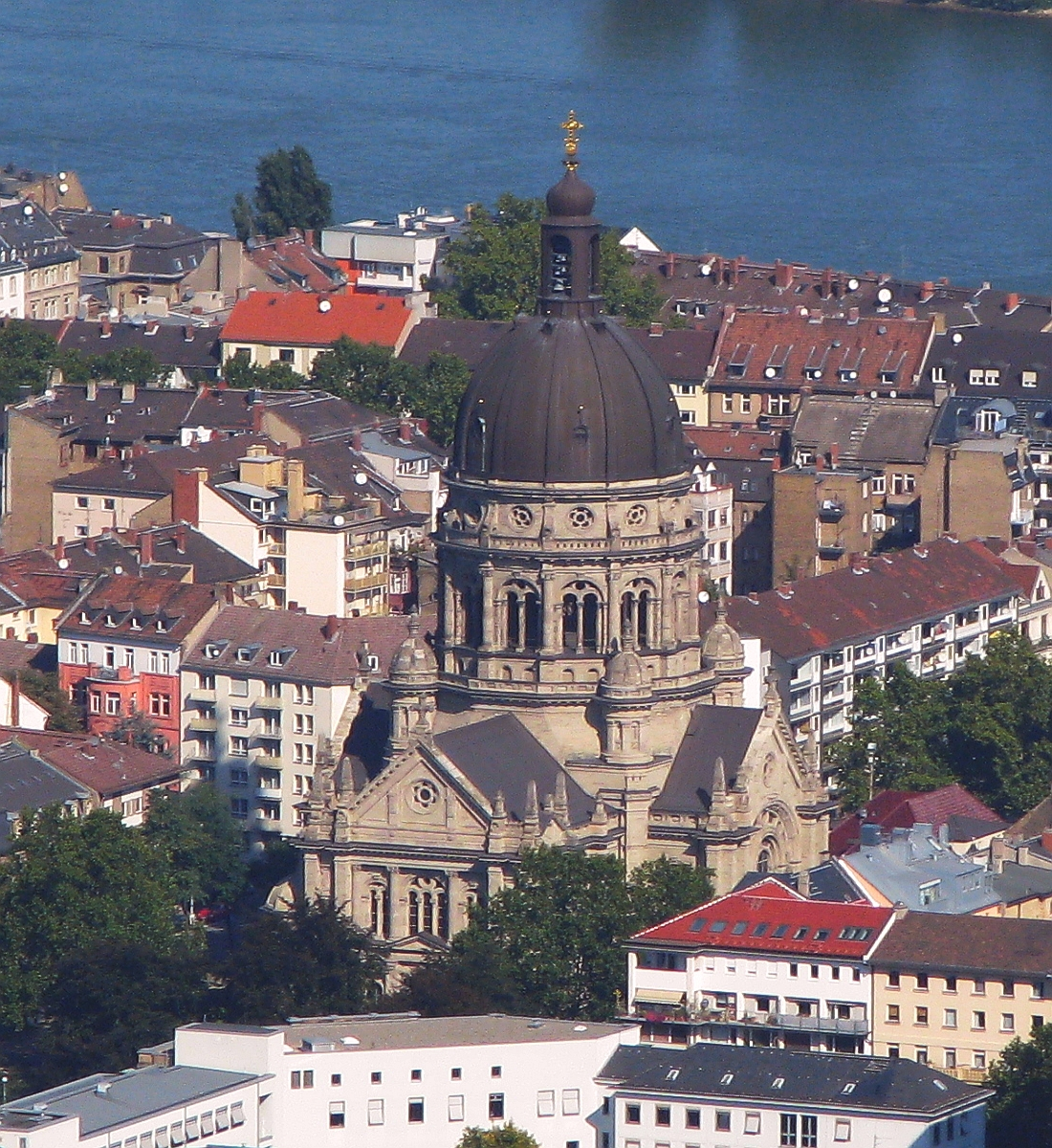
Vista aerea della Christuskirche a Magonza sul Reno
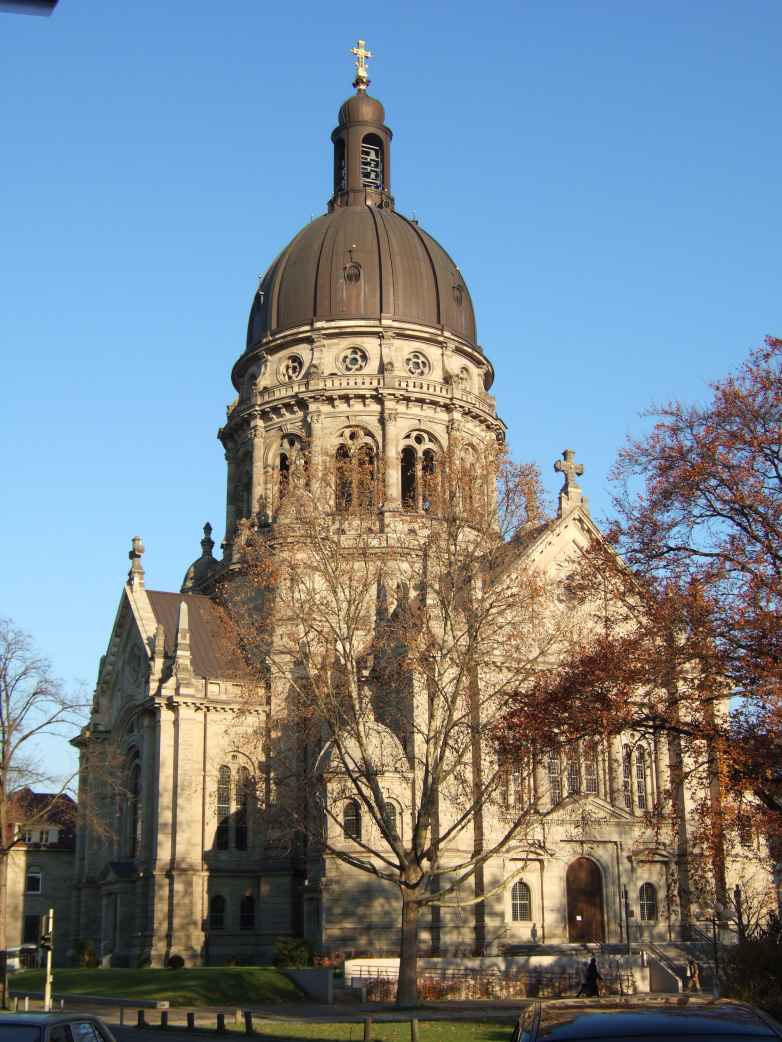
Vista da ovest
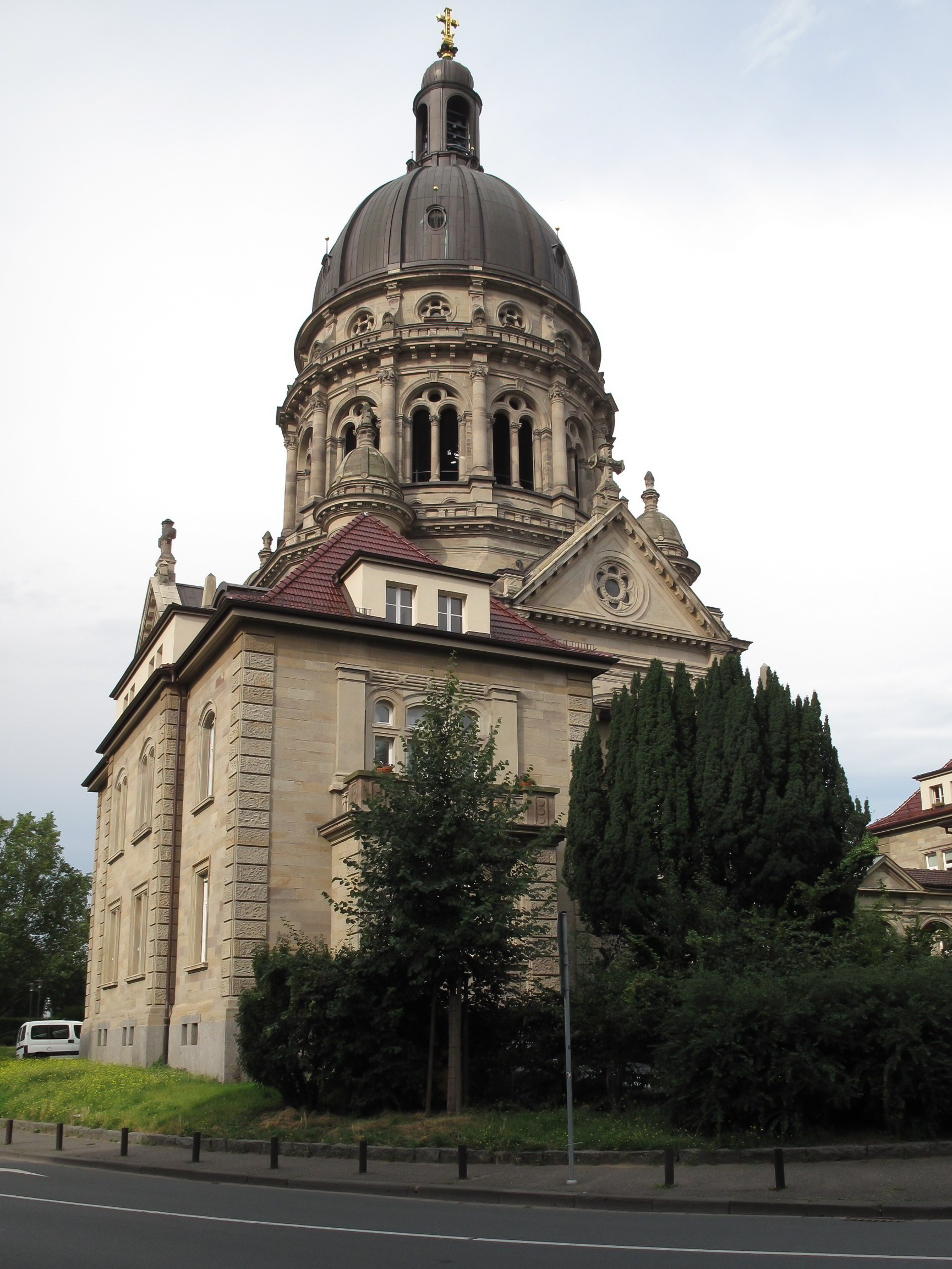
Christuskirche
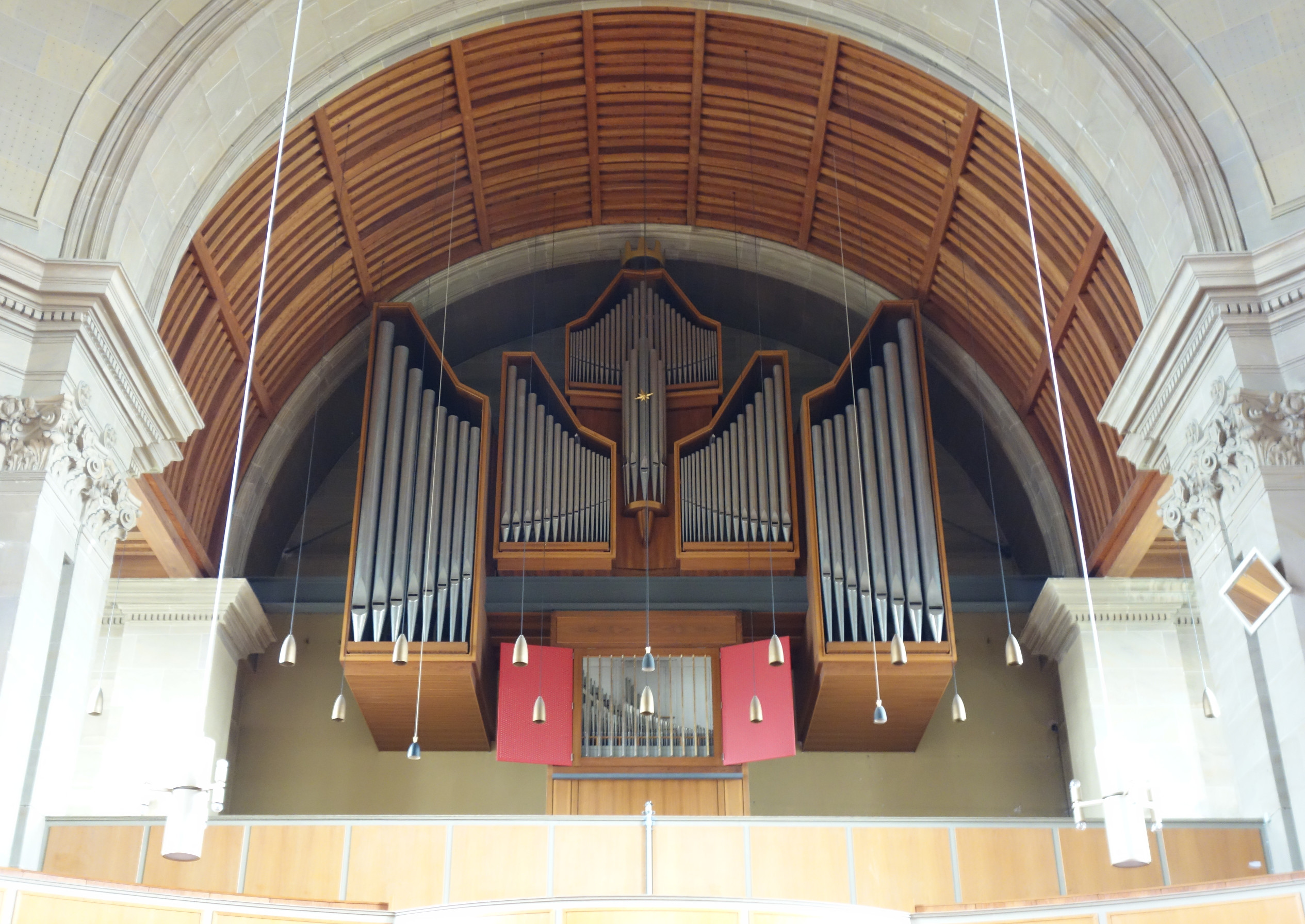
L'organo